# Enchelycore anatina
Enchelycore anatina (Lowe, 1838), conosciuta come Murena orientale, è una specie appartenente alla famiglia Muraenidae.

## Descrizione
I maschi grandi possono raggiungere 120 cm di lunghezza. Si distingue per la sua colorazione vivace gialla, arancione e marrone, possiede un cranio allungato con una bocca irta di lunghi denti trasparenti.

## Distribuzione
Questa specie è diffusa nell'Atlantico orientale (Azzorre, Madeira, Canarie, Capo Verde e Sant'Elena) e nel Mediterraneo.